# FIAT 15 Ter
FIAT 15 Ter — итальянский грузовой автомобиль фирмы FIAT, выпускавшийся с 1913 по 1922 год и поставлявшийся, в том числе, в Российскую Империю в годы Первой мировой войны.

## История появления
В 1911 году конструктором фирмы FIAT Карло Кавалли (Carlo Cavalli) был спроектирован грузовой автомобиль FIAT-15 грузоподъёмностью 1,5 тонны, с 4-цилиндровым мотором мощностью 20 л. с. при рабочем объёме 3 литра. Автомобиль имел 4-ступенчатую коробку передач и колёса с пневматическими шинами. Уже в 1912 году автомобиль был модернизирован — новая модель получила обозначение FIAT-15 bis. Этот грузовик использовался итальянской армией в ходе итало-турецкой войны в Ливии. По опыту эксплуатации в условиях африканского бездорожья в 1913 году автомобиль был снова модернизирован — он получил новый двигатель модели FIAT 53A (рабочим объёмом 4398 см³, мощностью 40 л. с. при 1400 об/мин), карданный привод на задние колёса (вместо цепного привода у FIAT-15 и FIAT-15 bis), а колёса автомобиля стали дисковыми цельнометаллическими (вместо прежних, с деревянным ободом и спицами). Новая модификация получила обозначение FIAT-15 ter и выпускалась с 1913 по 1922 год. Для нужд армии выпускалась упрощённая модификация FIAT-15 ter Militaire.

## FIAT-15 Ter завода АМО

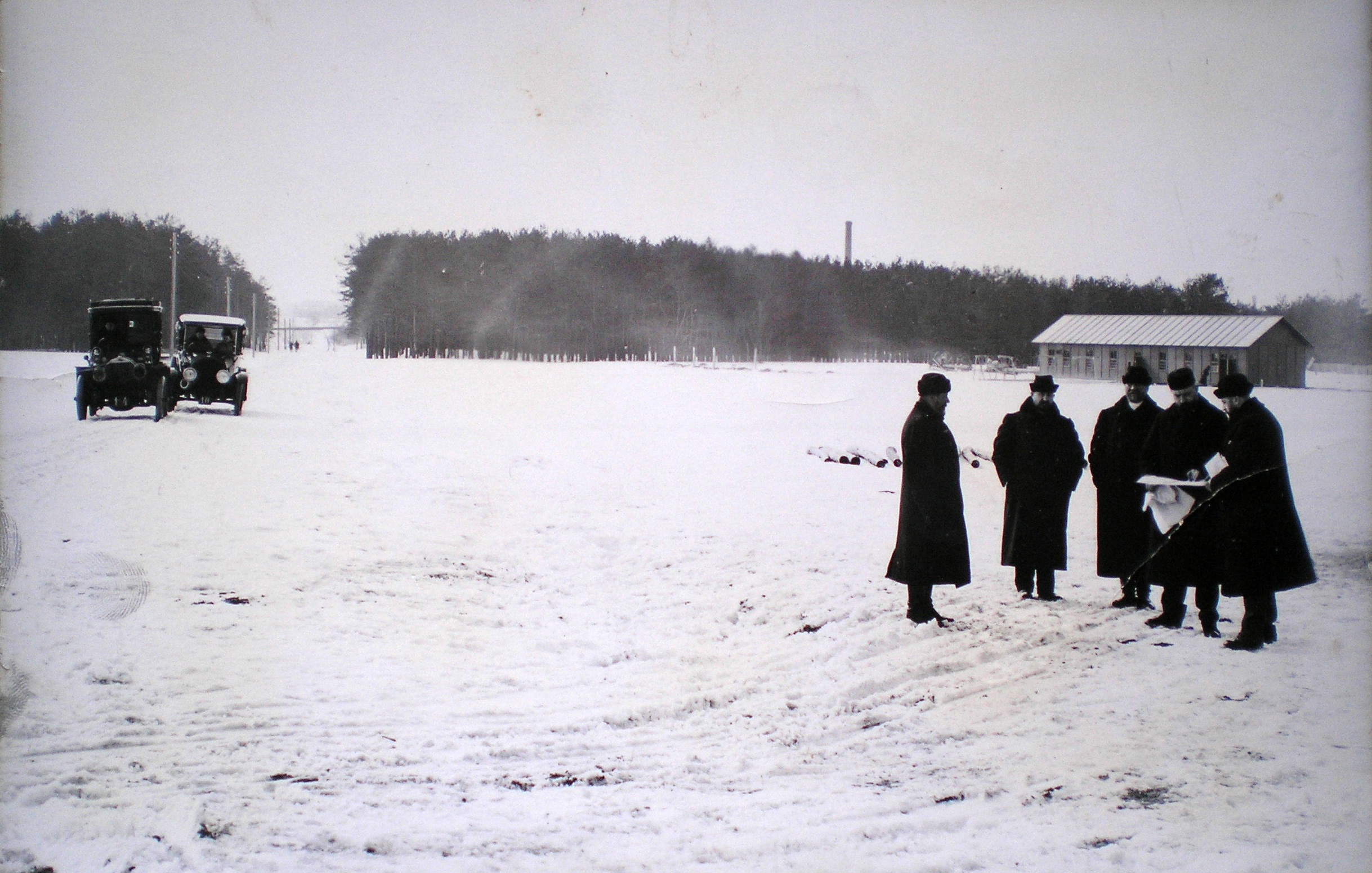
Сергей и Степан Рябушинские обсуждают план строительства АМО. Тюфелева роща, 1916.

В 1916 году Рябушинскими был заключён с правительством договор о строительстве автомобильного завода в Москве и производстве грузовиков для нужд армии. Завод получил название «Автомобильное Московское Общество (АМО)». В качестве базовой модели автомобиля был выбран FIAT-15 Ter разработки 1912 года, поставлявшийся в это время в итальянскую армию. В России был хорошо известен его предшественник — FIAT-15 bis, хорошо зарекомендовавший себя в ходе проводившегося в 1912 году в России автопробега военной техники.
До осени 1917 года из итальянских комплектующих было собрано 432 автомобиля. 15 августа 1918 года АМО был национализирован под предлогом срыва Рябушинскими условий контракта с Военным ведомством. Всего завод собрал 1319 грузовиков, из которых 432 ед. в 1917 году, 779 ед. — в 1918 году и 108 ед. — в 1919 году.
С 1924 по 1931 год на заводе АМО выпускался автомобиль АМО-Ф-15, разработанный на базе FIAT-15 Ter.